# 通行手形
通行手形（つうこうてがた）は、近世の日本で人が旅をしようとするときに、許可を得て旅行していることを証明した物。関所を通過するための通行証に相当する。往来手形(おうらいてがた)、関所手形。
また旅行中に死去した場合の処遇で、故郷に連絡する必要がないとしたものを捨て往来手形（捨て往来）と呼んだ。
中国で関所の通過には過所(過書)が使われ、日本にも導入された。また、江戸時代においても川の通行手形（過書）を持った船を過書船と呼んだ。中国では旅行中の身分証明書として、伝、木簡のものは棨（けい）を持ち、関所の通過には符を用いた。

## 手形の発行
江戸時代には各地に関所や口留番所が設置され、人の移動は厳格に制限された。江戸時代の関所の性格については、江戸防衛のための軍事的機能があったとする説、治安警察の機能があったとする説、大名家族の江戸在府義務の履行を監視する機能があったとする説などがある。
通行手形の発行は、原則として武士の場合は領主、庶民の場合は在住地の名主などに発行を申請するものとされていた。
ただし、入鉄砲に出女と呼ばれるように特に女性は関所の通過について厳しい規則が定められ、江戸を出発する女性は江戸幕府留守居役の証文のある手形（女手形）が必須であった。
- 碓氷関所（中山道）の「関所女手形可書載之覚」では、女性が通行するときは人数、身分、身体的特徴、禅尼等の区別、乗物の数、行き先などを手形に記載することとされていた[6]。
- 西牧関所（中山道）では原則として他領の女性の通過が禁じられ、幕府の規定通りの手形がある場合にのみ通過できた[6]。一方、鉄砲は過去に例がないとして特に不審がない限り商用の荷物は改められなかった[6]。

実際は庶民の所持する手形が旅の途中で発行された途中手形である場合も多く、江戸の旅人宿でも途中手形が多く発行された。禁令が出された例もあるが改められた様子はなく、途中手形に対する幕府の法令や指示、経緯などはよくわかっていない。矢倉関所や碓氷関所でも手形が関所近くで作成・発行されている。碓氷関所に関して手形の発行者になっていた高崎宿本町の旅籠屋仲間が関所での印鑑の照合のために提出した「高崎宿旅籠仲間届印鑑」が残されている。

## 手形の機能
通行手形は関所の通過のために必要とされたが、近藤恒次や五十嵐富夫の研究によると、庶民の通行手形には関所に提出する関所手形と関所で役人に提示して通過する往来手形があった。
原則として庶民が関所を通過するには身元証明書となる通行手形が必要だったが、参詣や湯治などの場合は制限が緩和されていた。碓氷関所の通行規定では善光寺の参詣や草津温泉の湯治の場合は往きで参詣や湯治の記載をしてもらえば、帰りはその手形を差し出して通行することができた。また、キリシタンではないことの証明にも利用された。

## その他
全国の観光地の土産物店では、通行手形と称して地名の入ったさまざまな形をした土産物が販売されている。その多くは木製である。この土産用通行手形（道中手形、単に手形とも）は、ペナント、ミニ提灯などと並び、土産物の定番である。
日本映画『翔んで埼玉』では、埼玉県から東京都に移動する際、都県境の関所で通行手形を必要とする（千葉県も同様）設定が登場しており、劇中に登場した手形のグッズも発売されている。原作漫画で使用されている通行手形は紙に書かれた書面だが、映画に登場する通行手形は、上記の土産用通行手形と同型の木製である。
ファミコンのゲームソフト『がんばれゴエモン!からくり道中』では、ステージクリアに（一部を除き）通行手形が必要である。